# Bakhta Benouis
 (février 2025).
Bakhta Benouis est une actrice et humoriste algérienne originaire d'Oran,,.

## Biographie
Bakhta Benouis a fait ses premiers pas dans le théâtre au collège, lorsque son école organisa une fête de fin d'année. Elle était sollicitée par son professeur pour jouer dans des pièces théâtrales.
Elle rejoignit, à la fin des années 90, le trio El Amjad. Sa première apparition télévisée eut lieu dans la série Thalathi Al-Amjad.

## Ses oeuvres
- Bâtiment Haj Lakhdar[pas clair] 1, 2007
- Bâtiment Haj Lakhdar 2, 2008
- Que pensez-vous, 2008
- Lakhdar et la bureaucratie, 2008
- Bâtiment Haj Lakhdar 3, 2009
- Carnets de Zarbot, 2008
- Marché de Hajj Lakhdar, 2009
- Hedo et Mido, 2011
- La Ferme, 2018